# Espoir sportif féminin de Djedeida
 (août 2024).
Si vous disposez d'ouvrages ou d'articles de référence ou si vous connaissez des sites web de qualité traitant du thème abordé ici, merci de compléter l'article en donnant les références utiles à sa vérifiabilité et en les liant à la section « Notes et références ».
L'Espoir sportif féminin de Djedeida est un club tunisien de football féminin basé à Djedeida.
À l'issue de la saison 2009-2010, le club est champion de la poule nord de la deuxième division et accède à la première division, mais celle-ci n'a pas eu lieu en 2010-2011.